# Кока-кола
Кока-кола (енгл. Coca-Cola), безалкохолно је газирано пиће које производи истоимена америчка мултинационална компанија са седиштем у Атланти, граду у којем је Џон Стит Пембертон дана 8. маја 1886. године продао прву претечу овог пића, справљену од сирупа и газиране воде.
То је у исто време и један од разлога што је Атланта добила организацију Олимпијских игара 1996. године, на стогодишњицу модерне историје ових игара, а истовремено и стогодишњицу Кока-коле. Данас је Кока-кола након више од сто година постојања један од најпознатијих светских брендова.

## Историја
Џон Пембертон апотекар из Атланте је 1885. године осмислио тоник, френч вајн кола (енгл. French Wine Cola), пиће слично данашњој кока-коли. Касније је из њега избацио алкохол и додао друге биљне есенције за пиће којим је лечио главобољу. Френк Робинсон је пићу дао име Кока-кола мислећи да ће два почетна слова к бити лака за памћење и добро изгледати као реклама. Пембертон је 8. маја 1886. продао прву чашу Кока-коле у својој апотеци у Атланти за пет центи. Током прве године продао је само двадесет пет галона сирупа. Потрошивши више новца на реклами него што је зарадио од продаје, одлучује да пронађе партнера како му посао не би пропао. Једини који је видео потенцијал у пићу био је трговац Ејза Кендлер из Атланте који је после Пемперове смрти постао једини власник Кока-коле. Дана 29. јануара 1890. је основао Кока-кола компанију. Данас је то једна од највећих америчких компанија чији је углед и популарност познат широм света.
Рецепт за кока-колу се и данас чува у строгој тајности, а кока-кола се продаје у преко двеста земаља света. Састојци кока-коле су газирана вода, фруктозно-глукозни сируп или шећер, кофеин, фосфорна киселина, карамел боја и природне ароме (биљни екстракти) чија је тачна формула тајна. Претпоставља се да у ароме спадају екстракт ваниле и етерична уља наранџе и цимета.

### Историјско порекло из 19. века
Пуковник Конфедерације Џон Пембертон, рањен у Америчком грађанском рату и зависник од морфијума, такође је дипломирао медицину и започео је потрагу за проналажењем замене за проблематичну дрогу. Године 1885, у Пембертоновој Eagle Drug and Chemical House, његовој апотеци у Колумбусу, Џорџија, он је регистровао Пембертонов француски вински тоник за нерве. Пембертонов тоник је можда инспирисан запањујућим успехом Вина Маријанија, француско-корзиканског вина од коке, али његов рецепт је додатно укључивао афрички орах кола, извор кофеина за пиће. Шпанско пиће под називом „Кола кока“ представљено је на такмичењу у Филаделфији 1885. године, годину дана пре званичног рођења Кока-коле. Права за ово шпанско пиће купила је Кока-кола 1953. године.
Године 1886, када су Атланта и округ Фултон усвојили закон о забрани, Пембертон је одговорио тако што је развио Кока-колу, безалкохолну верзију Пембертонове француске винске коке. Она је рекламирана као „Кока-кола: пиће за умереност“, што је привукло многе људе јер је покрет за умереност уживао широку подршку у то време. Прва продаја била је у Јакобовој Фармацији у Атланти, Џорџија, 8. маја 1886, где се првобитно продавала за пет центи по чаши. Содне фонтане у апотекама биле су популарне у Сједињеним Државама у то време због веровања да је газирана вода добра за здравље, а Пембертоново ново пиће се пласирало и продавало се као патентирани лек, при чему је Пембертон тврдио да је лек за многе болести, укључујући зависност од морфијума, лоше варење, нервне поремећаје, главобоље и импотенцију. Пембертон је објавио прву рекламу за пиће 29. маја исте године у часопису Atlanta Journal.

## Дизајн

### Лого
Лого овог пића дизајнирао је Френк Робинсон књиговођа и пословни партнер Џона Пембертона.

### Флашица
Кока-кола се 1894. продавала у хутхинсон боцама. Флашица са контурама је дизајнирана 1915. и постала заштитни знак Кока-коле а 2015. године је обележила сто година од када се користи. Прве повратне флашице су произведене 1916. а неповратне које нису могле поново да се пуне 1961.

## Конкуренција
Највећа конкуренција Кока-коле на америчком тржишту је Пепси. На светском тржишту у осталим земљама однос ових два пића је 4:1 у корист Кока-коле.

## Реклама
Прва реклама Кока-коле је објављена у локалним новинама 29. маја 1886. године, чији је слоган био Укусна, освежавајућа, узбудљива (енгл. Coca-Cola Delicious! Refreshing! Exilarating!). Прва реклама са поларним медведима објављена је у Француској 1922. док се Деда Мраз појављује први пут 1931. године и до данас остају позната лица кока-коле.

## Занимљивости
Компанија Кока-кола је два пута била у могућности да купи Компанију Пепси-ко, међутим челници компаније су мислили да Пепси нема будућност и да би само узалуд потрошили новац. Таква одлука Кока-коле је данас пример многим великим компанијама да не потцењују мале конкурентске произвођаче.